# Evangelisch-Lutherische Kirche von Papua-Neuguinea
Die Evangelical Lutheran Church of Papua New Guinea (ELC-PNG) ist die größere der zwei lutherischen Kirchen Papua-Neuguineas. Sie hat etwa 1,2 Mio. Mitglieder (Stand 2016) und ist damit nach der römisch-katholischen Kirche die zweitgrößte Kirche des Landes.

## Geschichte der Kirche
Sie ging 1956 aus der Evangelical Lutheran Church of New Guinea (ELCONG) hervor. 1976, ein Jahr nach der Unabhängigkeit des Landes wurde sie vollständig unabhängig und nahm den heutigen Namen an.
Die Saat für die Gründung der heutigen unabhängigen Kirche wurde vom Neuendettelsauer Missionswerk der Evangelisch-Lutherischen Kirche in Bayern gelegt. Am 12. Juli 1886 betrat der erste bayrische Missionar, Johann Flierl, in Finschhafen (Kaiser-Wilhelms-Land) den Boden Neuguineas.
1973 bekam die Kirche mit Zurewe Zurenuo den ersten einheimischen Bischof.

## Aufbau der Kirche
Die Kirche hat ihr Hauptbüro in Lae, der Hauptstadt der Morobe-Provinz und unterhält drei Pastorenseminare, zwei Tok Pisin-sprachige und ein Englisch-sprachiges. Sie ist in 16 Distrikte unterteilt. Mehrere Krankenhäuser, wie das Braun Memorial Hospital in Finschhafen und das Gaubin Hospital auf der Insel Karkar, und verschiedene Ausbildungsstätten werden unterhalten. Gottesdienstsprachen sind Englisch, Tok Pisin oder die lokalen Sprachen. Als Tok Pisin noch nicht so weit verbreitet wie heute war, wurden besonders die Sprachen Bel (Madang-Provinz), Kate und Yabem (beide Morobe-Provinz) als Kirchen- und Missionssprachen verwendet.
Die ELC-PNG ist seit 1976 Mitglied im Lutherischen Weltbund und seit 1990 im Ökumenischen Rat der Kirchen.

## Oberhäupter der Kirche
1. John Kuder, 1956–1972
2. Sir Zurewec Zurenuoc, 1973–1981
3. Sir Getake Gam, 1982–1997
4. Wesley Kigasung, 1998–2008
5. Bp. Giegere Wenge, 2010–2016
6. Bp. Jack Urame, 2016–

## Aktuelles
Im Hochland existiert eine weitere lutherische Kirche, die Lutherische Gutnius-Kirche. Daneben existieren Bestrebungen, eine unabhängige lutherische Melpa-Kirche in der Western Highlands Province von der ELC-PNG abzuspalten. De facto verwaltet diese sich bereits selbst. Die Auseinandersetzung mit einer von jüngeren Leuten getragenen charismatischen Erneuerungsbewegung (Renewal, Revival) ist ebenfalls ein Thema.